# Джанибекян, Гурген Джанибекович
Гурге́н Джанибе́кович Джанибекя́н (арм. Գուրգեն Ջանիբեկի Ջանիբեկյան, настоящая фамилия Тер-Хачатрян, арм. Տեր-Խաչատրյան; 6 [18] мая 1897, Эривань — 27 сентября 1978, Ереван) — армянский, советский актёр театра и кино, театральный режиссёр, педагог. Народный артист СССР (1967). Лауреат Сталинской премии (1952).

## Биография
Родился 6 (18) мая 1897 года (по другим источникам — 30 мая) в Эривани (ныне Ереван), в семье государственного служащего.
Получил начальное образование в Агулисе, куда его отец перешёл на должность служащего правительства губернии. В 1908 году окончил школу и поступил в русское училище Еревана, но с четвёртого класса перевёлся в русскую учительскую семинарию, которую окончил в 1917 году.
В 1916 году по рекомендации одноклассника попал в группу, которая занималась любительскими спектаклями. В то время был равнодушным к театру и мечтал стать горным инженером. Его первая серьёзная роль — Григор Ага в спектакле «Утес» Вртанеса Папазяна, который был поставлен в учительской театральной группе в одной из ереванских школ.
В 1920 году участвовал в спектаклях труппы Зарифяна-Абеляна.
С 1921 по март 1922 года работал в Персии. Вернувшись в Советскую Армению, поступил в театральную труппу Армена Арменяна в Александраполе (ныне Гюмри).
В 1923—1924 годах работал в Тифлисском армянском театре (ныне Тбилисский государственный армянский драматический театр имени П. Адамяна).
Жизнь актёра непрерывно связана с Первым Государственным театром Армении (ныне Армянский театр имени Сундукяна), в который он поступил в 1924 году и работал до самой смерти. В театре сыграл сотню ролей, также ставил спектакли. Руководил театром в 1965—1967 годах.
В 1947—1949 годах преподавал актёрское мастерство в Ереванском театральном институте.
В 1940—1949 годах был первым председателем Армянского театрального общества.
Член ВКП(б) с 1944 года. Избирался депутатом Верховного Совета Армянской ССР.
Умер 27 сентября 1978 года в Ереване. Похоронен на Тохмахском кладбище.

### Семья
Отец Джанибек Тер-Хачатрян (умер в 1918 году).
Сын Карен Джанибекян (1938—2015), актёр театра и кино. Народный артист Республики Армения.
Внук Микаэл Джанибекян (род. 1973), актёр театра и кино.

## Награды и звания
- Народный артист Армянской ССР (1938)
- Народный артист СССР (1967)
- Сталинская премия третьей степени (1952) — за спектакль «Дерзание» М. Ф. Овчинникова, поставленный на сцене АрмАДТ имени Сундукяна (совместно с В. Вагаршяном, О. Гулазян, Д. Маляном, А. Егян)
- Государственная премия Армянской ССР (1973) — за исполнение ролей Варавина («Судебное дело»), Согомона («Цена»), Уста Маргара («Да, мир перевернулся»), Клаузена («До заката») на сцене АрмАДТ имени Сундукяна
- Орден Ленина (1956)
- Орден Октябрьской Революции (1976)
- Орден Трудового Красного Знамени (1945)
- Орден «Знак Почета»
- Медаль «За доблестный труд в Великой Отечественной войне 1941—1945 гг.»
- Медаль «За оборону Кавказа»
- Почётная грамота Президиума Верховного Совета Армянской ССР (1943)

## Творчество

### Роли в спектаклях

#### Армянский театр имени Сундукяна
- 1927 — «Хатабала» Г. М. Сундукяна — Масисянц
- 1930 — «Ярость» Е. Г. Янковского — Сотликян
- 1932 — «На дне» М. Горького — Пепел
- 1933 — «Севильский цирюльник» Бомарше — Фигаро
- 1934 — «Наполеон Коркотян» Д. К. Демирчяна — Барегам Паглавуни
- 1936 — «Намус» А. М. Ширванзаде — Сейран
- 1938 — «Из за чести» А. М. Ширванзаде — Баграт
- 1940 — «Отелло» У. Шекспира — Отелло
- 1942 — «Гамлет» У. Шекспира — Гамлет
- 1942 — «Фронт» А. Е. Корнейчука — Иван Горлов
- 1944 — «Утес» В. М. Папазяна — Григор-ага
- 1945 — «Ванкадзор» («Монастырское ущелье») В. Б. Вагаршяна — Сето
- 1950 — «Дерзание» М. Ф. Овчинникова — Галумян
- 1951 — «Живой труп» Л. Н. Толстого — Фёдор Васильевич Протасов
- 1953 — «Опытное поле» Н. Зарьяна — Гарнакерян
- 1953 — «Король Лир» У. Шекспира — Кент

### Постановки
- 1945 — «Страна родная» Д. Демирчяна (совместно с В. Аджемяном)
- 1946 — «Бесприданница» А. Островского
- 1947 — «Родные люди» М. Кочарян (совместно с А. Гулакяном)
- 1957 — «Доктор философии» Б. Нушича
- «Вардананк» Д. Демирчяна и другие

### Фильмография
| Год  |   | Название                                    | Роль               |
| ---- | - | ------------------------------------------- | ------------------ |
| 1937 | ф | Каро                                        | Амирян             |
| 1938 | ф | Зангезур                                    | Сако               |
| 1939 | ф | Севанские рыбаки                            | Мхо                |
| 1941 | ф | Урок советского языка                       | пастух             |
| 1956 | ф | Тропою грома                                | Герд Вилнер        |
| 1956 | ф | Сердце поёт                                 | директор плантации |
| 1957 | ф | Кому улыбается жизнь                        | Мирзоян            |
| 1959 | ф | Прыжок через пропасть                       | Маркар             |
| 1960 | ф | Северная радуга                             | Аллайар Хан        |
| 1961 | ф | Двенадцать спутников                        | Хачатур            |
| 1961 | ф | Перед рассветом                             | Аракел-ага         |
| 1966 | ф | Айболит-66                                  | разбойник          |
| 1968 | ф | Братья Сарояны                              | дед Артин          |
| 1969 | ф | Царь Чах-Чах (киноальманах) (Честь бедняка) | Петрос-ага         |
| 1972 | ф | Хроника ереванских дней                     | Сумбатян           |
| 1973 | ф | Терпкий виноград                            | Ованес             |
| 1973 | ф | Утёс                                        | Григор-ага         |
| 1974 | ф | Коса                                        | Ованес             |

### Литературная деятельность
Перевёл множество пьес с русского на армянский язык («Последние» М. Горького и другие). Написал комедию «Таджат Амазаспович злится» совместно с А. Барсегяном.

## Память

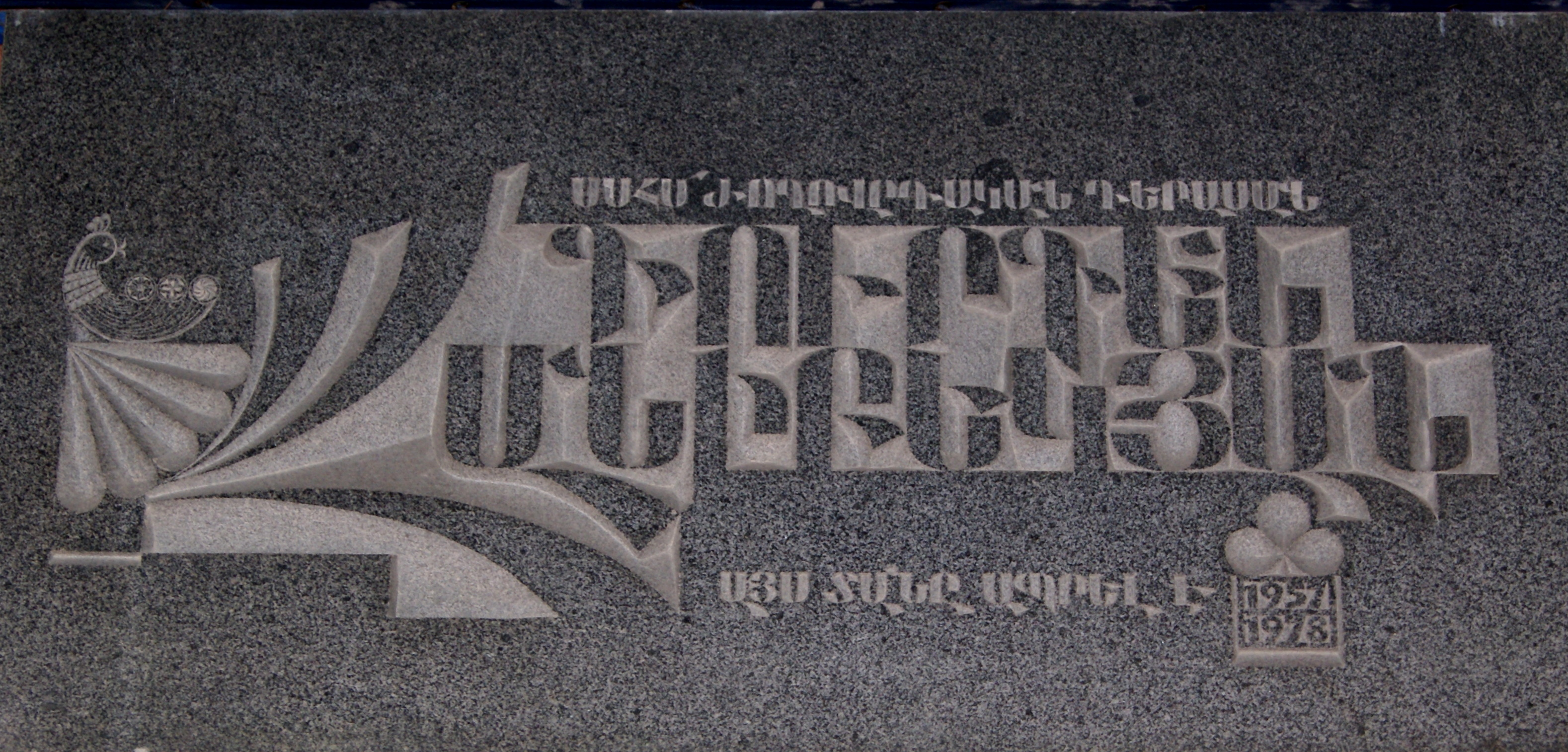

- Именем актёра названа улица в столице Республики Армения Ереване[4].